# 阿萊克斯·紐斯塔特
阿萊克斯·紐斯塔特（Alexander Francis Neustaedter，1998年3月29日—）是美國的一位演員。他最著名的作品是在電視劇《殖民地》中出演Bram Bowman角色。他在2009年出道。